# Eggehardus
Eggehardus († 28. März 1192) war Zisterziensermönch, Priester und von 1185 bis 1192 erster Abt im Kloster Marienfeld.

## Leben
Eggehardus trat als Mönch in das Zisterzienserkloster Hardehausen ein. 1185 schickte der dortige Abt Nikolaus ihn mit einigen Mitbrüdern in die Gegend, die heute Marienfeld genannt wird, zur Gründung eines Klosters. Bei der Neugründung des Klosters sollte Eggehardus als Abt vorstehen. Hermann II. von Katzenelnbogen, Fürstbischof von Münster, vollzog die Benediktion.
Abt Eggehardus begann mit dem Aufbau des Klosters und nahm auch die ersten Mönche in den Konvent auf. Zu den bedeutendsten zählen der erwähnte Fürstbischof Hermann II. und Bernhard zur Lippe.
Eggehardus starb am 28. März 1192 und wurde im Kapitelshaus begraben. Auf seinem Grabstein stand:
Egghard in coelis regnat nunc Abba fidelis
Nomine Pastoris sidit hic; et nomen honoris
Hic tenuit primo, quem Christus vexit ab imo
In deutscher Übersetzung:
Abt Eggehardus ist jetzt König im Himmel.
Als getreuer Hirte residierte er hier,
hier übte er zuerst die Würde seines Amtes aus.
Christus hat ihn erhöht.